# La Ronde des Rondins
La Ronde des Rondins is een stalen achtbaan en staat sinds 19 april 2014 in het Franse attractiepark Fraispertuis City. De achtbaan is gemaakt door fabrikant Zierer en is van het model Tivoli Small.
De attractie maakt drie rondjes over het ovale 60 meter lange traject. In het boomstamvormige achtbaantreintje passen vijf tweetallen.

## Geschiedenis
De familieachtbaan stond voorheen in Parc Astérix waar het in gebruik werd genomen bij de opening van het park in 1989. Hier had het eerst de naam Serpentin vanaf de opening tot 2003 en kreeg het daarna de naam La Ronde des Rondins. In september 2013 werd de achtbaan gesloten om plaats te maken voor het gebied La forêt d'Idéfix en werd deze verkocht aan Fraispertuis City.
Afbeeldingen · Lijst van attracties